# Penichrophorus pinguicornis
Penichrophorus pinguicornis är en insektsart som beskrevs av William D. Funkhouser. Penichrophorus pinguicornis ingår i släktet Penichrophorus och familjen hornstritar. Inga underarter finns listade i Catalogue of Life.